# Saint-Philbert-du-Peuple
Saint-Philbert-du-Peuple ist eine französische Gemeinde mit 1.319 Einwohnern (Stand: 1. Januar 2022)  im Département Maine-et-Loire in der Region Pays de la Loire. Die Gemeinde gehört zum Arrondissement Saumur und zum Kanton Longué-Jumelles. Die Einwohner werden Philbertais genannt.

## Geografie
Saint-Philbert-du-Peuple liegt etwa 38 Kilometer ostsüdöstlich von Angers in der Baugeois. Umgeben wird Saint-Philbert-du-Peuple von den Nachbargemeinden Longué-Jumelles im Norden und Westen, Mouliherne im Norden und Nordosten, Vernantes im Osten sowie Blou im Süden.

## Bevölkerungsentwicklung
| Jahr                       | 1962 | 1968 | 1975 | 1982 | 1990 | 1999 | 2006 | 2018 |
| Einwohner                  | 787  | 798  | 797  | 1060 | 1204 | 1117 | 1262 | 1320 |
| Quellen: Cassini und INSEE |      |      |      |      |      |      |      |      |

## Sehenswürdigkeiten
- Kirche Saint-Philbert aus dem 12. Jahrhundert, seit 1972 Monument historique (siehe auch: Liste der Monuments historiques in Saint-Philbert-du-Peuple)
- Pfarrhaus aus dem 18. Jahrhundert